# إلسينوية
الإلسينوية (الاسم العلمي:Elsinoaceae) هي فصيلة من الفطريات تتبع رتبة المرنجيونيات من الطائفة البثيورانية.

## الأجناس
- الإلسينوة